# Passiflora edulis forma edulis
Passiflora edulis f. edulis is de passiebloem waarvan de vruchten het vaakst gekweekt worden. De vruchten staan bekend onder de namen paarse passievrucht, paarse granadilla of kortweg passievrucht. De plant komt van nature voor in Brazilië, Paraguay en het noorden van Argentinië op ongeveer 1500 meter hoogte. Tegenwoordig wordt hij wereldwijd in de tropen gekweekt. Buiten Zuid-Amerika zijn er grote plantages in Zuid-Afrika, Kenia, India, Maleisië, Australië, Nieuw-Zeeland en Hawaï.
De plant heeft onbehaarde, groene, ronde stengels, die langer dan acht meter kunnen worden. De bladsteel is 3-4 cm lang. De gezaagde bladeren zijn donkergroen, drielobbig (bij jonge planten vaak ongelobd), glanzend en 5-25 × 5-25 cm groot. De bloemstelen zijn 2-6 cm lang. De bloemen zijn 5 - 8 cm breed. De bloemen zijn over het algemeen kleiner dan die van P. edulis f. flavicarpa. De kelkbladeren zijn wit, langwerpig en 2-3,3 × 0,7-1 cm groot. De kroonbladeren zijn wit, langwerpig en 1,8-2,9 × 0,5-0,8 cm groot. De corona bestaat uit vier of vijf rijen, die rozepaars zijn in de eerste helft en wit en gekronkeld in de tweede helft. De buitenste twee rijen zijn 1-2,3 cm lang en de binnenste rijen zijn 0,1-0,3 cm lang. De f. edulis is in tegenstelling tot de f. flavicarpa zelfbestuivend en kan dus met zijn eigen stuifmeel vruchten zetten. Vaak wordt f. flavicarpa als onderstam gebruikt voor f. edulis omdat f. flavicarpa in tegenstelling tot f. edulis resistent is tegen bodemziektes als fusariumrot en nematodes.
De vruchten variëren in kleur, vorm en grootte, afhankelijk van de cultivar. Ze zijn 4-6 cm lang, 4-5 cm breed en bolvormig. De schil is 3 mm dik. De kleur van de schil varieert van donkerpaars tot paarsbruin. De zaden zijn 3-4 mm groot en zwart van kleur. De vruchten kunnen gehalveerd en uitgelepeld worden. Ze smaken fris zoetzuur aromatisch, de smaak wordt meestal meer gewaardeerd dan die van de gele vruchten van f. flavicarpa. De vruchten worden veel verwerkt in drankjes, snoep, sorbets en desserts. De vruchten worden veel aangeboden in België en Nederland.
Er bestaat een cultivar met een volledig witte corona en paarse vruchten: P. edulis 'Norfolk'. Deze cultivar kan uitsluitend vermeerderd worden door middel van stekken. De planten kunnen ook heel gemakkelijk uit gekochte vruchten worden gezaaid. De plant kan goed overleven in een koude kas of in de vensterbank. Het duurt twee jaar voordat de planten bloeien. De bloemen kunnen door handbestuiving met het eigen stuifmeel vruchten geven, die echter in België en Nederland door het korte warme seizoen niet voldoende zullen rijpen.
Het is de vraag of de twee vormen van P. edulis niet behoren tot verschillende soorten, omdat de verschillen aanzienlijk zijn. In ieder geval is het onderscheid waarschijnlijk groter dan de onderverdeling in vormen rechtvaardigt.

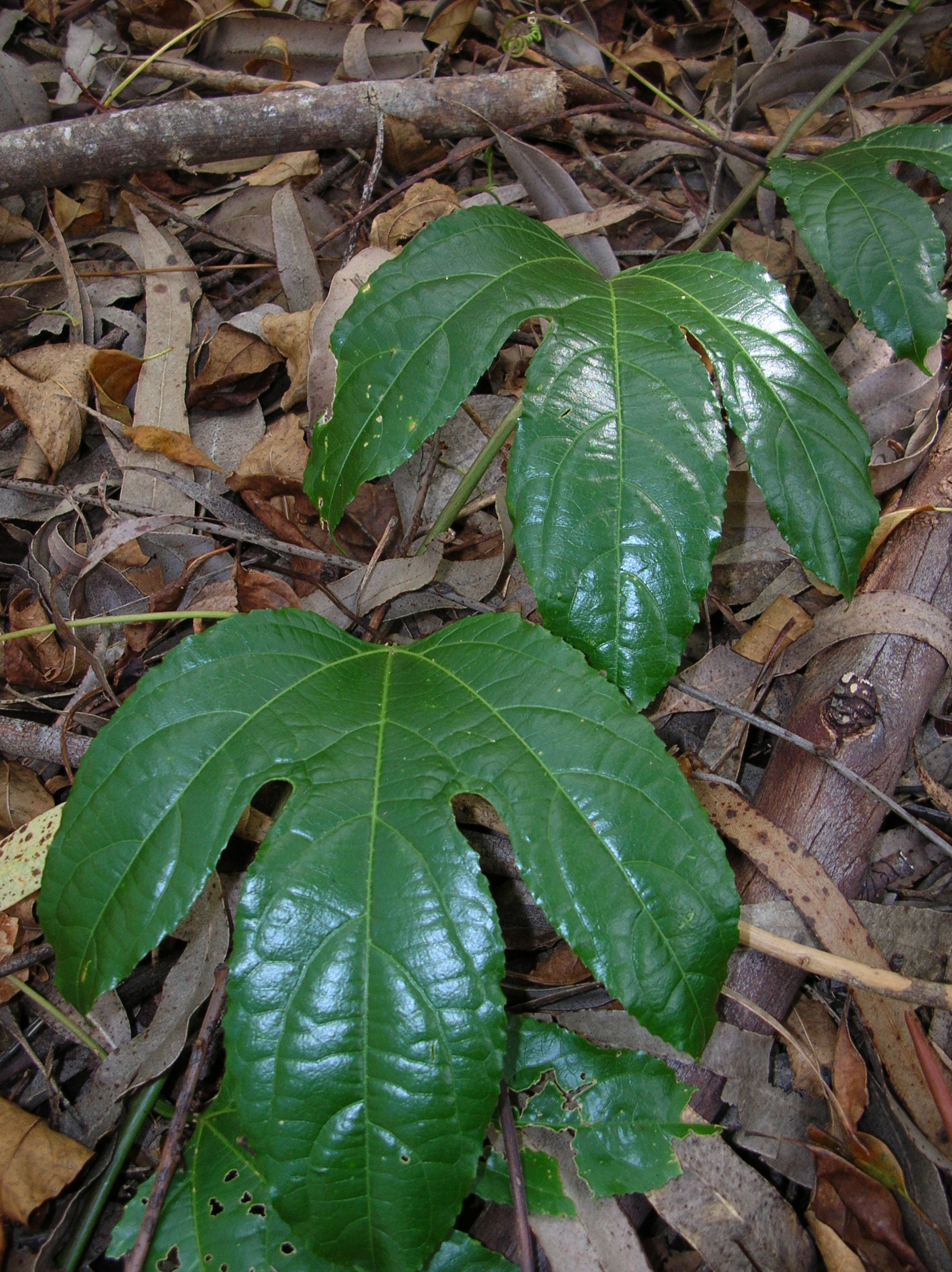
Bladeren

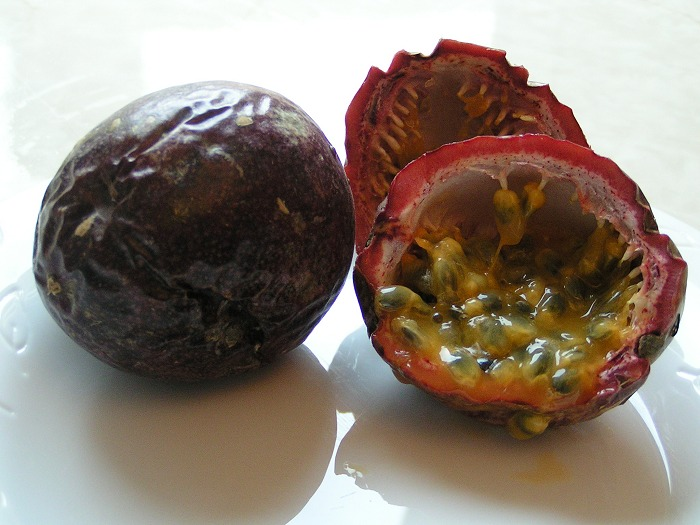
vruchten

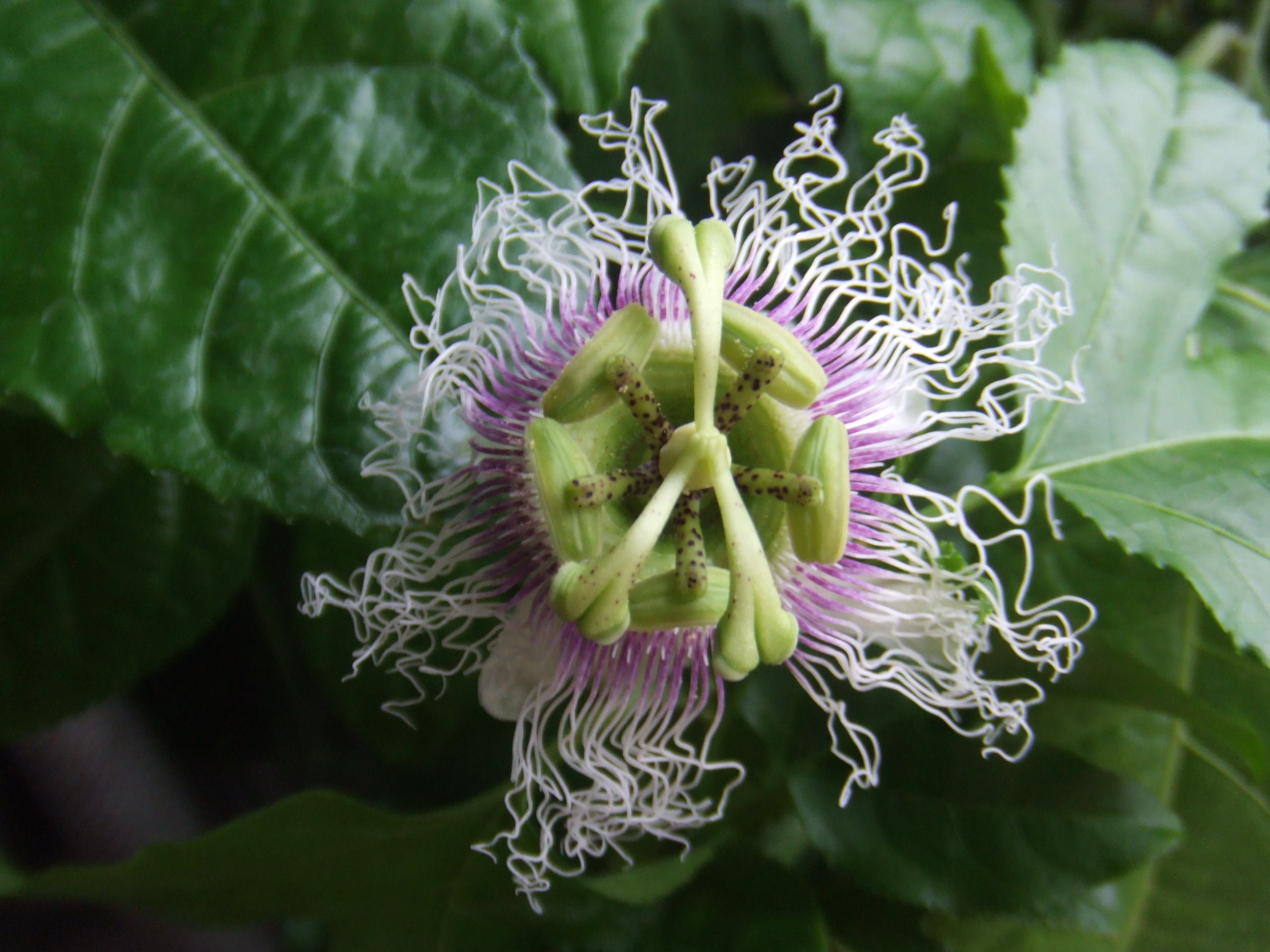
bloem

... · 
P. alata · 
P. aurantia · 
P. biflora · 
P. caerulea (Blauwe passiebloem) · 
P. citrina · 
P. coccinea · 
P. coriacea · 
P. edmundoi · 
P. edulis · 
P. edulis forma edulis · 
P. edulis forma flavicarpa · 
P. foetida · 
P. gibertii · 
P. herbertiana · 
P. incarnata · 
P. jorullensis · 
P. kermesina · 
P. laurifolia · 
P. ligularis · 
P. lindeniana · 
P. loefgrenii · 
P. lutea · 
P. morifolia · 
P. murucuja · 
P. organensis · 
P. picturata · 
P. punctata · 
P. quadrangularis · 
P. racemosa · 
P. rubra · 
P. serratifolia · 
P. suberosa · 
P. subpeltata · 
P. tarminiana · 
P. tulae · 
P. vitifolia · 
P. xishuangbannaensis · 
P. yucatanensis · 
...